# Distretto di Samphan
Il distretto di Samphan è uno dei sette distretti (mueang) della provincia di Phongsali, nel Laos. Ha come capoluogo la città di Samphan.